# Gustav Lückanders Eftr.

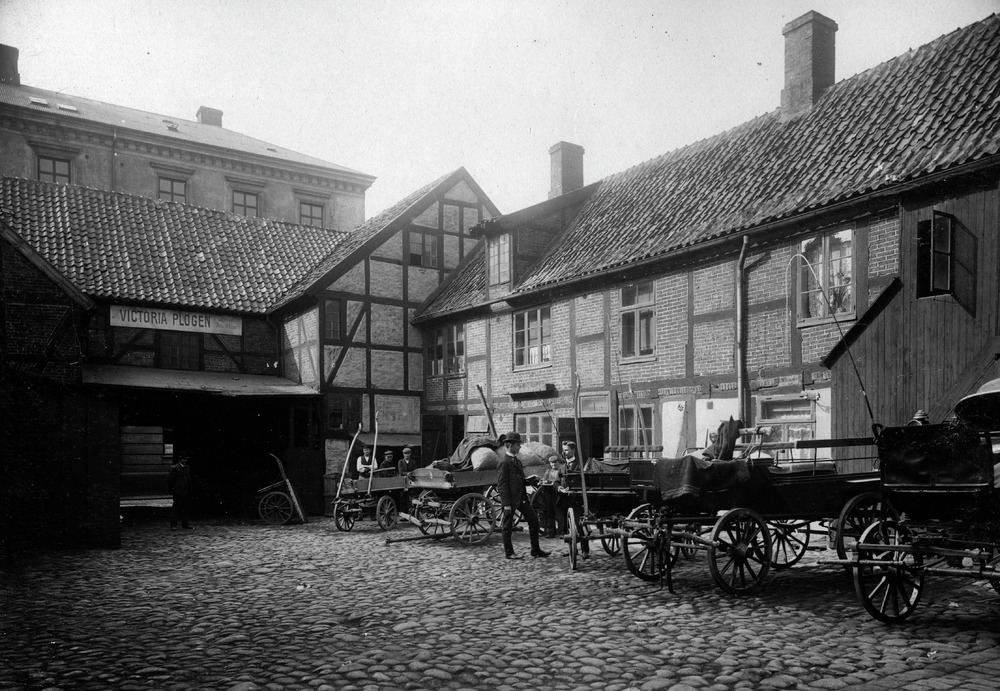
Innergården på Lückanderska handelsgården 1907.

G. Lückanders handelsfirma var ett affärsdrivande företag i Helsingborg, etablerat 1871 av Gustaf Lückander. Rörelsen var från början belägen i före detta handelsmannen Pål Beens gård på Kullagatan 23 söder om nuvarande Konsul Olssons plats och idkade handel med bland annat livsmedel. År 1881 blev firman som första företag i södra Sverige kunglig hovleverantör till Oscar II, som sommartid bebodde det nyuppförda slottet Sofiero norr om staden. År 1883 övertogs verksamheten av två anställda, som framgångsrikt förde denna vidare i 34 år och 1918 övergick företaget i Arthur G. Wiedens ägo. Som handelsgård blev företaget samlingsplats för många besökare från landsbygden.
År 1928 ombildades firman till aktiebolag med Wieden som verkställande direktör och under hans ledning befäste man sin ställning som en av de ledande firmorna i sin bransch i Helsingborg. En ny och modern byggnad uppfördes på tomten 1936, vilket gav firman tillgång till mer tidsenliga lokaler. Man delade in butiken i två avdelningar, där den ena, Lückanders Livs, förde den gamla verksamheten vidare, medan den andra, LückandersTeko, förde bland annat kemisk-tekniska varor, sjukvårdsartiklar och parfymer. Firman överläts 1941 av A. G. Wieden till sonen Louis R. Wieden, men upphörde slutligen 1972, efter 101 års verksamhet. Delar av företagets arkiv finns idag bevarat hos Skånes Näringslivsarkiv.